# Winter & Winter
Winter & Winter ist ein unabhängiges Münchner Plattenlabel, welches sowohl im Jazz als auch der Klassischen und Neuen Musik beheimatet ist und allgemein ein grenzüberschreitendes Konzept verfolgt.

## Allgemeines zum Label
Winter & Winter wurde 1995 von Stefan Winter als Nachfolger des Labels JMT (Jazz Music Today) gegründet, nachdem er letzteres an Polydor KK (Japan) verkauft hatte. Koproduzentin ist Mariko Takahashi. Das Label übernahm Künstler von JMT und baute zusätzlich die stilistische Bandbreite aus, indem es als zweites Standbein auf Produktionen aus den Bereichen der Klassik und Neuen Musik setzte. Dieser Schritt ähnelt dem des ebenfalls in München beheimateten ECM-Labels, das auch mit Jazz startete und schließlich einen neuen Bereich ECM New Series für Klassik und Neue Musik schuf. Winter & Winter ist im Vergleich zu anderen Labeln im Laufe der Zeit in seinem Spektrum besonders in die Breite gegangen (Filme, Hörbücher u. a.) und veröffentlicht Aufnahmen, die verschiedene Musikstile zusammenführen (ein besonderer Exponent hierhin ist Uri Caine) oder hinsichtlich eines Musikstils nur noch schwer kategorisierbar sind, wie zum Beispiel einige der themenbasierten Projekte.
Winter & Winter bringt in der Regel nur eine Veröffentlichung pro Monat heraus, die allerdings bislang auch schon beispielsweise aus einer CD-Box oder verschiedenartige Medien umfassenden Sonderedition bestehen konnte. Aufgrund dieses begrenzten Veröffentlichungsrahmens können nicht alle Künstler des Labels ihre Aufnahmen in so regelmäßiger Folge unterbringen wie bei größeren Labels; mit dem Label assoziierte Musiker wie Noël Akchoté und Fred Frith haben den Großteil ihrer Platten bei anderen Labels veröffentlicht, Paul Motian hat eine Aufnahme seines renommierten Trios einmalig bei ECM  untergebracht.
Bekannt wurde Winter & Winter auch durch sein Coverdesign, statt auf die üblichen Plastik-CD-Trays wird durchweg auf Karton gesetzt, die Gestaltung stammt von einigen wenigen Stammdesignern. Die Rechte an den Aufnahmen von JMT hat Winter zurückerworben; sie bildeten die Grundlage für die JMT Edition, in der über einen Zeitraum von drei Jahren hinweg alle Aufnahmen remastered wiederveröffentlicht wurden.

## Editionen
Jede Aufnahme des Labels ist Teil einer bestimmten Edition:
- Music Edition – Aufnahmen aus dem Bereich des Jazz, der Klassik und Neuen Musik
- JMT Edition – sämtliche Aufnahmen des Vorgängerlabels remastered
- Audiofilm – themenbasierte Projekte (Länder, Städte, Musikstile und Komponisten, Etablissements etc.)
- Film Edition – Filmprojekte mit starker Musikanbindung
- Literatur Edition – Hörbücher

In den Anfangsjahren des Labels gab es noch eine Unterteilung in eine Basic (bis einschließlich 20. Jahrhundert), New (zeitgenössisch) und Artist Edition (improvisierte Musik).

## Bekannte Künstler mit mindestens drei Veröffentlichungen
- Mauricio Kagel
- Uri Caine
- Paul Motian
- Fred Frith
- Jim Black
- Dave Douglas
- Theo Bleckmann/Fumio Yasuda
- Guy Klucevsek
- Ernst Reijseger/Mola Sylla
- Stian Carstensen
- Reinbert de Leeuw
- Barbara Sukowa
- Teodoro Anzellotti

Mit mindestens drei Wiederveröffentlichungen innerhalb der JMT-Edition:
- Steve Coleman
- Herb Robertson
- Greg Osby
- Gary Thomas
- Cassandra Wilson
- Robin Eubanks
- Hank Roberts
- Peter Herborn

Einige starteten ihre Karriere bei JMT, bevor sie zu anderen Labels wechselten.

## Auszeichnungen
Stefan Winter erhielt 2001 die Ehrenurkunde des Preises der deutschen Schallplattenkritik.

## Sonstiges
- Der Name Winter & Winter beruht auf dem ursprünglichen Wunsch Stefan Winters seinen Bruder miteinzubeziehen, was sich jedoch als nicht möglich erwies.[3]
- Die Veröffentlichungen lassen sich über ein Abonnement beziehen.
- Seit Juli 2000 stellt Winter & Winter Arbeiten der Künstler, die am Coverdesign beteiligt sind, im Münchner Stadtteil Schwabing aus.